# Sericoptera peruvianaria
Sericoptera peruvianaria är en fjärilsart som beskrevs av Charles Oberthür 1883. Sericoptera peruvianaria ingår i släktet Sericoptera och familjen mätare. Inga underarter finns listade i Catalogue of Life.